# Чемпионат четырёх континентов по шорт-треку 2020
Чемпионат четырёх континентов по шорт-треку 2020 года происходил с 11 по 12 января 2020 года в Монреале, Канада. Соревнования были проведены среди мужчин и женщин. В соревнованиях приняли участие фигуристы из 10 стран. Южная Корея была самой успешной командой, выиграв все десять соревнований
Чемпион в многоборье определялся по результатам четырёх дистанций — на 500, 1000, 1500 и 3000 метров. На дистанциях сначала проводятся предварительные забеги, затем лучшие шорт-трекисты участвуют в финальных забегах. Очки начисляются за каждое место в финале (34 очков за 1 место, 21 за 2-е, 13 за 3-е, 8 за 4-е, 5 за 5-е, 3 за 6-е, 2 за 7-е, 1 за 8-е). Чемпионом в многоборье становится спортсмен, набравший наибольшую сумму очков по итогам четырёх дистанций. В случае равенства набранных очков преимущество отдаётся спортсмену, занявшему более высокое место на дистанции 3000 м.
На чемпионате также проводятся эстафеты у женщин на 3000 м и у мужчин на 5000 м. В соревнованиях принимают участие команды из четырёх спортсменов.

### Призёры

#### Мужчины
| Дисциплина      | Золото                                                                 | Золото   | Серебро                                                         | Серебро  | Бронза                                                     | Бронза   |
| --------------- | ---------------------------------------------------------------------- | -------- | --------------------------------------------------------------- | -------- | ---------------------------------------------------------- | -------- |
| Многоборье      | Хван Дэ Хон Южная Корея                                                | 103 очка | Стивен Дюбуа Канада                                             | 65 очков | Пак Чжи Вон Южная Корея                                    | 47 очков |
| 500 метров      | Хван Дэ Хон Южная Корея                                                | 40.695   | Стивен Дюбуа Канада                                             | 40.799   | Ким До Гём Южная Корея                                     | 40.923   |
| 1000 метров     | Хван Дэ Хон Южная Корея                                                | 1:27.719 | Стивен Дюбуа Канада                                             | 1:27.897 | Пак Чжи Вон Южная Корея                                    | 1:28.033 |
| 1500 метров     | Хван Дэ Хон Южная Корея                                                | 2:21.140 | Стивен Дюбуа Канада                                             | 2:21.475 | Томас Хонг США                                             | 2:21.627 |
| Эстафета 5000 м | Республика Корея · Пак Чжи Вон · Хван Дэ Хон · Ли Джун Су · Ким До Гём | 6:58.666 | Канада · Стивен Дюбуа · Паскаль Дион · Шарль Амлен · Седрик Бле | 6:58.892 | США · Райан Пивиротто · Томас Хонг · Эндрю Хо · Аарон Тран | 6:59.891 |

#### Женщины
| Дисциплина      | Золото                                                              | Золото    | Серебро                                                           | Серебро  | Бронза                                          | Бронза   |
| --------------- | ------------------------------------------------------------------- | --------- | ----------------------------------------------------------------- | -------- | ----------------------------------------------- | -------- |
| Многоборье      | Чхве Мин Джон Южная Корея                                           | 136 очков | Со Хви Мин Южная Корея                                            | 47 очков | Кортни Саро Канада                              | 44 очка  |
| 500 метров      | Чхве Мин Джон Южная Корея                                           | 43.684    | Элисон Чарльз Канада                                              | 43.787   | Кортни Саро Канада                              | 44.007   |
| 1000 метров     | Чхве Мин Джон Южная Корея                                           | 1:32.712  | Кортни Саро Канада                                                | 1:33.014 | Ким А Ран Южная Корея                           | 1:33.108 |
| 1500 метров     | Чхве Мин Джон Южная Корея                                           | 2:41.270  | Со Хви Мин Южная Корея                                            | 2:41.367 | Мааме Бини США                                  | 2:41.417 |
| Эстафета 3000 м | Республика Корея · Чхве Мин Джон · Но А Рым · Ким А Ран · Ким Джи Ю | 4:11.404  | Канада · Клаудия Ганьон · Кортни Саро · Элисон Чарльз · Данаэ Бле | 4:12.028 | Китай · Го Ихань · Сун Ян · Сюй Айли · Ли Сюань | 4:12.239 |

### Общий зачёт
(Жирным шрифтом выделено самое большое количество медалей в своей категории; принимающая страна также выделена)
| Общее количество медалей | Общее количество медалей | Общее количество медалей | Общее количество медалей | Общее количество медалей | Общее количество медалей |
| Место                    | Страна                   | Золото                   | Серебро                  | Бронза                   | Всего                    |
| ------------------------ | ------------------------ | ------------------------ | ------------------------ | ------------------------ | ------------------------ |
| 1                        | Республика Корея         | 10                       | 2                        | 4                        | 16                       |
| 2                        | Канада                   | 0                        | 8                        | 2                        | 10                       |
| 3                        | США                      | 0                        | 0                        | 3                        | 3                        |
| 4                        | Китай                    | 0                        | 0                        | 1                        | 1                        |
| Всего стран: 4           | Всего стран: 4           | 10                       | 10                       | 10                       | 30                       |